# Suicidio en Uruguay

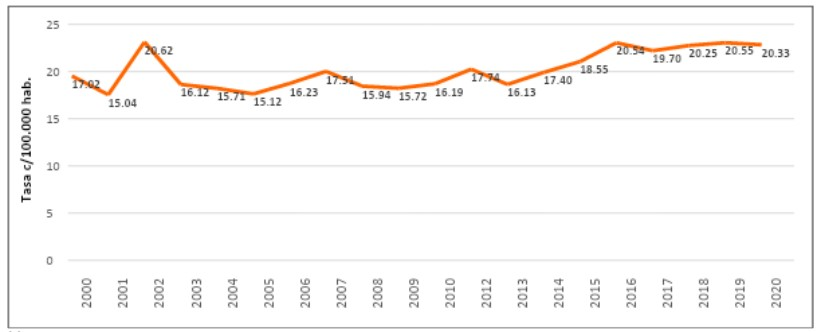
Evolución de la tasa de suicidios cada 100.000 habitantes durante el periodo 2000-2020.

Uruguay tiene una alta tasa de suicidios en comparación con otros países de América. En 2020, más de 700 personas se suicidaron en Uruguay, y Montevideo representó más del 30 % del número total (226 casos). La tasa de mortalidad por suicidio en Uruguay fue de 21,20 por 100.000 habitantes en 2019, superior a la media mundial de 10,5 por 100.000 habitantes.
Se cree que la alta tasa de suicidios en Uruguay se debe a una combinación de factores culturales y sociales. Los ancianos de entre 60 y 65 años corren especial riesgo, ya que representan una gran proporción de los suicidios en el país. Otros factores que pueden contribuir a la elevada tasa de suicidios son los problemas de salud mental, la pobreza y el acceso a las armas de fuego.
La población anciana (mayores de 60-65 años) es la más afectada por el suicidio en Uruguay, sin que ningún parámetro o característica pueda explicar una tasa de suicidios tan elevada. El patrón es "cultural y social", según Pablo Hein, sociólogo y profesor de la Universidad de la República.

## Prevención
La sociedad de Uruguay se ha esforzado por reducir su elevada tasa de suicidios mediante la creación de la ONG Último Recurso, la primera institución dedicada a la prevención del suicidio. Además, existen unas líneas directas de suicidio (líneas de crisis o líneas de ayuda), y un grupo técnico de expertos en prevención del suicidio se ha sumado a los esfuerzos anteriores en este sentido. Los trastornos mentales, neurológicos, por uso de sustancias y suicidio (TMNS) causan el 19 % de todos los años de vida ajustados por discapacidad perdidos en Uruguay.
En 2022, se lanzó un proyecto para atender la elevada demanda de consultas sobre servicios de atención y apoyo en salud mental durante la pandemia de COVID-19. Además, la Asociación de Futbolistas del Uruguay tiene previsto presentar a corto plazo un proyecto integral de atención y tratamiento de la salud mental. Por último, se ha puesto en marcha diversos enfoques para mejorar su estado de salud física y mental, incluido el acceso a los servicios de atención sanitaria.
Como parte de las políticas preventivas en el año 2007 se promulga la Ley n° 18097 en la que además de declarar el día 17 de julio como "Día Nacional para la Prevención del Suicidio", se promueve la realización de actividades informativas en centros educativos, la obligatoriedad de capacitación en personal de la salud, bomberos y funcionarios policiales.
Además, se solicita a los medios de comunicación pública a la contribución en la difusión de información sobre organizaciones y líneas de ayuda.[cita requerida]

## Métodos de suicidio
En Uruguay, los métodos más comunes de suicidio son el envenenamiento por plaguicidas, todos los demás envenenamientos, armas de fuego y explosivos, ahorcamiento, salto de altura, ahogamiento y otros métodos. Además, existen pruebas de ideación suicida entre los ancianos, así como una relación entre los intentos de suicidio y la violencia doméstica, el abuso sexual, el alcoholismo, el aislamiento y el tratamiento insuficiente de los pacientes psiquiátricos. Por último, existen redes sociales con contenido explícito sobre el suicidio que pueden estar relacionadas con el aumento de las tasas de intentos de suicidio.

## Estadísticas

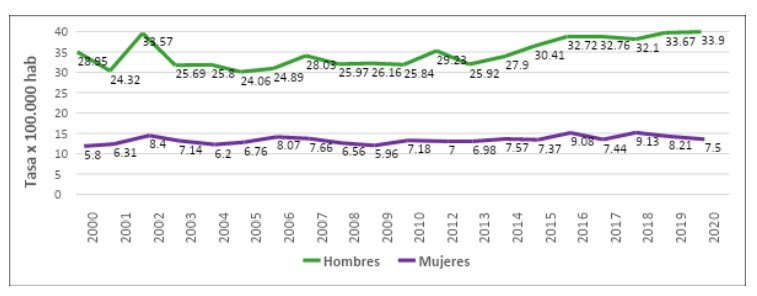
Evolución de suicidios según sexo por cada 100 mil habitantes durante el periodo 2000-2020.

Según datos del MSP, de todos los suicidios ocurridos en Uruguay, aproximadamente la tasa de hombres y de mujeres que lo cometen es de 3 hombres por cada mujer. A continuación se muestra la evolución del número de suicidios a lo largo de los años, tanto en la población total como según el sexo:
| Año  | Hombres | Mujeres |
| ---- | ------- | ------- |
| 2002 | 32,54   | 8,55    |
| 2003 | 25,69   | 7,14    |
| 2004 | 25,8    | 6,2     |
| 2005 | 24,06   | 6,76    |
| 2006 | 24,89   | 8,07    |
| 2007 | 28,03   | 7,66    |
| 2008 | 25,97   | 6,56    |
| 2009 | 26,16   | 5,96    |
| 2010 | 25,84   | 7,10    |
| 2012 | 29,23   | 7,00    |
| 2013 | 25,92   | 6,98    |
| 2014 | 27,90   | 7,57    |
| 2015 | 30,41   | 7,37    |
| 2016 | 32,72   | 9,08    |
| 2017 | 32,76   | 7,44    |
| 2018 | 32,10   | 9,13    |
| 2019 | 33,67   | 8,21    |
| 2020 | 33,90   | 7,50    |
| 2021 | 36,38   | 7,29    |
| 2022 | 37,2    | 9,9     |
| 2023 | 30,8    | 10,9    |
| 2024 | 33,30   | 10,10   |